# 国鉄C62形蒸気機関車
国鉄C62形蒸気機関車（こくてつC62がたじょうききかんしゃ）は日本国有鉄道（国鉄）の旅客用テンダー式蒸気機関車である。
1948年（昭和23年）から翌1949年（昭和24年）にかけてD52形蒸気機関車の改造名義で49両が製造され、その牽引力や重量から、輸送量を要求される主に平坦地や軟弱地盤の少ない東海道本線、呉線、山陽本線など主要幹線の優等列車牽引に使用された。通称シロクニ。松本零士の漫画作品『銀河鉄道999』に登場する主要列車「999号」の牽引車のモデルとして知られる（後述）。

## 改造までの経緯
第二次世界大戦当時、国鉄（当時は運輸省）には戦時物資輸送用の貨物用蒸気機関車としてD51形・D52形が大量に在籍していたが、終戦とともに軍事輸送の廃止と工業生産の低下で貨物需要が激減したため、これらの機関車は大半が余剰となった。一方で、生活物資の買出しや戦地・植民地からの復員・引き揚げ輸送の影響で旅客需要が激増し、戦争中に製造が中止されていた旅客用蒸気機関車は極端に不足していた。特に幹線は逼迫しており、大型の旅客用蒸気機関車であるC57形・C59形の増備が急がれたが追いつかず、また燃料である石炭の質の悪化による性能低下を補うべく、より大型で強力な重量旅客用機関車を製造する必要に迫られた。しかし進駐軍の方針や資材の不足もあり機関車の新製は困難だった。
そこで、GHQ側担当将校デ・グロートの助言に従い、余剰となっていた貨物用機関車のうち一部の車両のボイラーを旅客用機関車に転用することとし、ボイラー以外の部分は既存の旅客用蒸気機関車C57形・C59形の設計を流用して組み合わせた機関車を『改造』名義で製造することになった。財政難で発注がキャンセルされたC57形・C59形（戦後型）のメーカー仕掛部材救済が目的の一つであり、鋳造台枠を削って無理やり収めた2軸従台車の設計や、C62形の49両という中途半端な製造両数もこれに起因している。なお、D52形より転用されたボイラーは、戦時製造のため信頼性が低く、少数の早期廃車機を除いては後に新製ボイラーに換装されている。
なお、GHQのインフレ抑制政策「ドッジ・ライン」の指示は、C62形・C61形がほぼ全機ロールアウトする後の1949年（昭和24年）2月のことであり、巷間言われるような関係はない。
これにより、D51形からC61形、D52形からC62形が改造された。C61形は、C57形相当の乙線規格の機関車で、C62形はC59形に代わる特別甲線での特急列車・急行列車の牽引を目的に改造されたものである。

## 構造
炭水車を含めた機関車全長は21.48 m。重量は145.2 t。走り装置はC59形を基本とし、動輪直径もC59形と同じで国内最大となる1,750 mm。軸配置は、従来の2C1（先輪2輪 + 動輪3輪 + 従輪1輪の意味）のパシフィック形では軸重が特甲線の上限（16.08 t）を超過してしまうため、従輪を2軸とした2C2（先輪2軸 + 動輪3軸 + 従輪2軸の意味）のハドソン形として動軸の軸重を許容上限である16.08 t以下に収めた。また、この従台車の支点の位置を変え、先台車の板バネ枚数を16枚から17枚に増やしバネ定数を変更することで動軸の軸重を甲線対応の14.9 tへ引き下げることが可能で、この軽軸重化は新製時から軽軸重形として製造された8両（C62 19 - 21・45 - 49）と、完成後の配置機関区の変更の際に軽軸重化されたものとを合わせて26両に施工された。これら軽軸重型は白河以南の東北本線や、仙台以南の常磐線で使用されたほか、末期には、電化の進展で余剰を来たした通常形を軽軸重形に改造の上で、軽軸重形の需要があった函館本線に転用している。弁装置は国鉄制式機の通例どおりワルシャート式であるが、動力逆転機が標準装備されていた。
軽軸重形は空転防止（出力抑制）のためにシリンダ内にスリーブを挿入してのボアダウンが併せて施されたとの通説があるが、少なくとも初期に軽軸重型に改造されたものはボアダウンはされておらず、1953年（昭和28年）発行の鉄道技術発達史にも軸重の変更以外の記述がない。また最初に函館本線に転属したC62 3にもこの対策は施されず、軽軸重化工事のみで運用されていた。また、他の転属機についてもボアダウンしたとの改造記録はなく、機関士の使用感が違ったとの記録もない。同じくD52形から改造されたD62形の例と混同され、広まった可能性が指摘される。
C62形の製造は、治具や生産ライン、それに在庫の仕掛り部材の関係で、C59形の製造に携わった日立製作所笠戸工場（21両：C62 1 - 21）、川崎車輌兵庫工場（15両：C62 22 - 36）の2社が当初指定され、これに続いて車両需給の関係でC61形の発注をキャンセルされた汽車製造大阪製作所（13両：C62 37 - 49）がそれに対する救済措置の意味合いを含め、追加で指定された。この経緯から、C62形の設計は試作機としての役割を持つC62 1 - 4を担当した日立製作所の意見が強く反映されており、日立製量産機と川崎車輌製はこれに準じて製造された。これに対し、汽車製造が担当したC62 37以降は、基本的にはC62 36以前と共通設計ながら、前後で同一形状の蒸気溜りと砂箱のキセや、弁装置の調整など、C59形の設計に参加した髙田隆雄ら同社技術陣の美意識によって、日立・川崎製とは異なる個性の強い外観とされた。
ボイラーはD52形からの転用であるため缶胴寸法は同一で、煙管長は5,000 mm、燃焼室付きである。
炭水車は当初C59形の戦後形に用いられたものと同一の、全溶接構造の船底形車体に、石炭10 tおよび水22 tを搭載可能とする10-22形が連結されていた。C62 2 - 4で旧満鉄向け機材の転用による自動給炭機（メカニカルストーカー、動力部は炭水車に装備）装備試験を行ったところ好成績が得られたため、国鉄・汽車製造・ダイハツ工業の共同による動力部を機関車取付けとしたものが開発されたことからC62 5以降でこれが制式化され、炭水車も10-22S形（Sはストーカーを意味する）に変更された。ただし、初期製造分は自動給炭機の完成が遅れ、非搭載のまま就役している。この自動給炭機は、スクリュー式コンベアでカマの入口まで送り、火室に蒸気で吹き込む構造になっていた。
C62形は大直径動輪の上に破格の大型ボイラーを搭載したため、車両限界への抵触が心配された。そこで、煙突は太く短めのものとし、蒸気溜りと砂箱を覆うキセも幅広で扁平なものとなった。このため加減弁の開閉装置は通常のリンク式が使用出来ず歯車式としたが、開閉が重く振動音が大きいなど問題があり、後に改良型のリンク式として解決を図った。また、汽笛も限界内に収まるよう、後方に傾斜して取り付けられている。
また、自動給炭機を取り付けたために運転室が高くなり、頭が天井につかえる感じになった、という証言もある。
ストーカー使用前提で定められた燃焼率600 kg/m2時の最大出力は1,620 PSで、これは母体となったD52形の1,660 PSに次いで日本国内では歴代第2位である。また、動輪周馬力で比較すると、C62形はC59形に比して1.2倍以上という圧倒的な高出力を実現している。実際に新造開始直後山陽本線糸崎 - 八本松間で実施された、ボイラに燃焼室を持たない長煙管の戦前型C59形との性能比較試験では、同一条件下で石炭消費量が20パーセント以上節約されるという好成績を収めている。これはC59形よりもC62形のほうが定格に対して低負荷となり缶効率が良いためである。

## 運転
1948年（昭和23年）から1949年（昭和24年）の間に完成したC62形49両は、当初、そのほとんどが各メーカーに近い機関区に新製配置された。これは落成直後は自動給炭機の完成の遅れから未装備の機体が多かったことに加え、納品後の不具合洗い出しや運用に当たる乗務員・各機関区の保守陣の習熟が目的と見られる。
具体的には、日立製の21両は浜松機関区に配置されたC62 6と宇都宮機関区の軽軸重形3両（C62 19 - 21）を除く全17両が岡山以西の各機関区に、川崎車輛兵庫工場製の15両はやはり浜松に配置されたC62 28以外の全14両が下関から梅小路までの東海道・山陽本線の各機関区に、そして汽車製造大阪製作所製の13両は尾久機関区の軽軸重形5両（C62 45 - 49）以外の8両は岡山、宮原、梅小路の3機関区にそれぞれ分散配置されている。

### 東海道本線・山陽本線（呉線を含む）
原形の41両の配置は次の通り。
- 静岡（1両：C62 5）[3]
- 浜松（2両：C62 6・28）[3]
- 梅小路（6両：C62 31・32・34・40・43・44）[3]
- 宮原（4両：C62 35・36・41・42）[3]
- 姫路第二（3両：C62 29・30・33）[3]
- 岡山（6両：C62 17・24・25・37・38・39）[3]
- 糸崎（7両：C62 2・3・4・8・12・15・22）[3]
- 広島第二（5両：C62 1・7・9・14・26）[3]
- 下関（7両：C62 10・11・13・16・18[4]・23・27）[3]

これらは東海道本線・山陽本線にて既存のC59形と共通運用で運転が開始された。当初は敗戦直後の困窮がまだ続いていたこともあり、長大編成の急行・普通列車の牽引に充当された。なお、東北本線・常磐線の輸送力強化のため、1949年（昭和24年）6月までに初期製造のうちの11両（C62 7 - 11・22 - 24・37 - 39）が軽軸重形に改造のうえ尾久、宇都宮、白河、水戸の各機関区に転出している。
1950年（昭和25年）10月1日ダイヤ改正で、東京 - 大阪間の特急「つばめ」・「はと」を従来より1時間短縮した8時間で運転することとなり、運転曲線と牽引する客車の換算両数が再検討され、C59形では性能的に限界に近いと判断された。このため、当時東海道本線・山陽本線で運用されていたC62形各車は浜松、名古屋、梅小路、宮原の4区に集中配属となり、中でも特に調子の良いものが宮原、浜松の両機関区に集められ、これらを整備の上、当時非電化の浜松 - 京都間から戦前に電化されていた大阪駅までの牽引に充てることとなった。宮原機関区では配属車両の中でもC62 29・35をはじめとする好調機、普通機、C62 2などの不調機と、識別のためにそれぞれナンバープレートの色を変更した上で3グループに分けられ、トップグループから優先的に急客牽引に充当された。
C62形は、上述のごとき特急運用でその性能をいかんなく発揮し、列車運転時分の短縮に貢献することができた。特に宮原機関区では、機構上石炭くずが発生しやすい自動給炭機の使用を控えて人力で投炭することにより、乗客にとって不快なシンダ（煙突から排出される石炭の燃えカス）の発生を抑えたと伝えられている。C62形の大きな火格子面積や、関ヶ原越えを含む厳しい線路条件に求められる燃料量などを考慮するならば、この人力投炭は、きわめて過酷な労働であったと推察される。
東海道本線の電化区間が名古屋、稲沢、米原と西に伸びるに従って、C62形をはじめとする本線用蒸気機関車の運用区間は縮小されていったが、1956年（昭和31年）11月19日ダイヤ改正における東海道本線全線電化完成により、全区間でその座をEF58形電気機関車に譲るまでは非電化区間で特急「つばめ」・「はと」の牽引機を務め、1954年（昭和29年）以降は名古屋機関区と宮原機関区所属車の一部に重油併燃装置を取り付けて特急「つばめ」・「はと」の牽引定数をそれまでの500 tから550 tに引き上げた。
東海道本線で運用されていたC62形は、電化の進行に伴い7両（C62 2・3・27・30・32・42・44）が軽軸重形に改造のうえ後述する北海道へ転出したが、多くは梅小路、広島第二、さらに下関などの機関区へと転属し、C59形とともに山陽本線を主な運用区間として京都 - 博多間の特急「かもめ」や寝台特急「あさかぜ」・「さちかぜ」・「はやぶさ」・「みずほ」、急行「きりしま」・「筑紫」・「雲仙」・「阿蘇」などの、当時を代表する優等列車の牽引に充当された。なお、1958年（昭和33年）8月14日に岩国市付近の踏切にて、上り特急「かもめ」を牽引していたC62 4と進駐軍のトレーラートラックが衝突する事故が発生し、同機は1960年（昭和35年）1月27日付でC62形最初の廃車機となっている。
1956年（昭和31年）11月19日ダイヤ改正の寝台特急「あさかぜ」新設後も山陽本線を通る優等列車は増強され、1958年（昭和33年）に登場し増備が続けられた20系客車も姫路 - 下関間ではC62形が牽引した。しかし、特急「かもめ」が1961年（昭和36年）にキハ82系の導入で気動車化され、寝台特急や急行列車の牽引区間も幹線電化の進展によって姫路駅、岡山駅、ついで広島駅以西と次第に狭められていき、1964年（昭和39年）10月1日には山陽本線の全線電化完成に伴い定期特急運用が一旦消滅、下関機関区配置車は全車が電化完成前日の9月30日に広島機関区（旧広島第一機関区）・広島運転所（旧広島第二機関区）へと転属した。広島機関区・広島運転所の配置車は急行「音戸」の広島 - 下関間など電化から漏れた山陽本線西部・岩徳線の一部列車に充当され、1965年（昭和40年）からは山陽本線の補助線として特別甲線規格で整備されていた呉線を受け持つため蒸気機関車の配置区として残されていた糸崎機関区に広島機関区・広島運転所からC62形が順次転属、呉線経由で運転されていた急行「安芸」などを糸崎 - 広島間で牽引する運用へC59形とともに充当され続けた。もっとも、これらの運用に充てられたC62形も急行「音戸」の広島 - 下関間牽引は1966年（昭和41年）9月で電気機関車に置き換えられ、1967年（昭和42年）には岩徳線運用のD51形置き換えにより広島機関区・広島運転所の配置車が全廃となるなど次第に数を減らし、呉線直通列車以外の山陽本線運用は糸崎機関区からの機関車回送を兼ねて残された糸崎 - 広島間の下り普通列車1本と一部の臨時列車を除き1968年（昭和43年）10月1日ダイヤ改正までに消滅した。
呉線の運用では、1967年（昭和42年）10月1日の常磐線全線電化（後述）で余剰となった軽軸重形5両（C62 23・37・46 - 48）が同年10月上旬から順次平機関区から糸崎機関区に転属、同区で廃車対象となっていた重軸重形5両（C62 5・14・18・25・34）を置き換えた一方で軽軸重から重軸重形への改造は行われないまま使われていたが、編成重量が呉線内の単機牽引定数一杯となる12両編成、460 tであった急行「音戸」を牽引した際には16‰前後の勾配区間が連続する安登駅周辺で空転が頻発したため、1969年（昭和44年）1月から編成重量の比較的軽い「安芸」は重軸重・軽軸重形問わずC62形の牽引が基本となる一方、「音戸」などの重量列車牽引はより軸重の重いC59形限定運用と分離され、同年中には軽軸重形3両（C62 46 - 48）が、翌1970年（昭和45年）3月にはC62 41が廃車となり、糸崎機関区ではC62形に運用の余裕がなくなったことから一部の旅客列車運用をD51形が代走することもあった。呉線の電化工事は1970年（昭和45年）8月に完成、同月22日からは一部の蒸気機関車牽引列車に電気機関車を連結して訓練を行う電蒸運転、9月15日からは上り「安芸」などで電機単独運転も行われるようになり、山陽本線・呉線での運用は1970年（昭和45年）9月30日が最後となった。最後まで運用された5両のうち2両（C62 15・16）は小樽築港機関区へ転属、C62 17は稲沢第一機関区を経て名古屋市内へ保存の手配がとられたが、常磐線電化による転属車で最後まで残った2両（C62 23・37）は廃車となり、糸崎機関区からはC62形の配置がなくなった。これをもって、C62 1の新製配置以来22年に渡った、東海道・山陽本線系統での運用は終了した。

### 東北本線・常磐線
まず、1949年（昭和24年）3 - 4月に落成した軽軸重形の8両が尾久（5両：C62 45 - 49）、宇都宮（3両：C62 19 - 21）の各機関区に配置された。さらに、山陽本線沿線の機関区に新製配置された初期製造車のうち11両が軽軸重形に改造の上、同年6月までに尾久（2両：C62 38・39）、宇都宮（1両：C62 8）、白河（3両：C62 9 - 11）、水戸（5両：C62 7・22 - 24・37）の各機関区に転属、、東京以北区間でのC62形運用はこれら19両で開始された。
運用開始から約半年を経た1949年末から1950年（昭和25年）9月にかけて尾久・宇都宮・水戸配置車は白河機関区と平機関区へ転配が行われ、白河機関区の11両（C62 8 - 11、19 - 23・37・38）は東北本線の白河以南、平機関区の8両（C62 7・24・39・45 - 49）は常磐線の平以南で急行列車・長距離普通列車を中心に運用されていた。その後東海道本線の電化が進み、1955年（昭和30年）以降にC59形が白河以南の東北本線用として宇都宮機関区へ転属、さらに仙台以南まで運用区間が拡大されたことから白河、福島第一、仙台の各機関区へも配属されることとなり、C62形はC59形の東北本線転用が始まる直前の1954年（昭和29年）9 - 11月にかけて白河機関区所属車が尾久機関区に転配、常磐線中心に運用されることとなり、入線区間も平以北へ伸び仙台まで列車を牽引することとなった。なお、1960年代の初めごろまでは、朝・夕の通勤・通学時間帯に運転される東京駅乗り入れの常磐線の普通列車（正確には、東京側の始発・終着駅は新橋駅）を牽引していたこともある。また、臨時列車の牽引では高崎線にも入線したことがあった。
1958年（昭和33年）10月1日ダイヤ改正からは新設された特急「はつかり」の上野 - 仙台間（常磐線経由）の牽引機に抜擢され、「はつかり」を受け持つこととなった尾久機関区へは平機関区から2両（C62 7・39）が転属、特急運転に備えてC62 7・10・11・20・22・37の逆転機を動力逆転機から手動のねじ式逆転機へと改造した。動力逆転機のまま残ったC62 8・9・19・23・38・39と平機関区配置車（C62 24・45 - 49）も整備上の問題から逆転機駆動部のカバーを外しただけでなく、上野 - 仙台間を機関車交換なしの通し運用とすることから、炭水車の上部に囲いを設け石炭搭載量を増す改造が尾久・平機関区配置車に実施された。特急「はつかり」は、運転開始からわずか2年後の1960年（昭和35年）12月10日に新開発のキハ80系気動車へ置き換えられ、一時はC62形による特急仕業が消滅したが、尾久・平の両機関区に引き続きC62形が配置され、「みちのく」・「十和田」といった客車急行牽引の主力機として重用された。
もっとも、1963年（昭和38年）に常磐線の平駅（現・いわき駅）以南の交流電化工事が完成し、尾久機関区配置のC62形による運用はEF80形電気機関車によって置き換えられた。このため、常磐線系統におけるC62形の運用は、以後、平 - 仙台間のみとなった。電化の進展により余剰となった尾久機関区配置の一部（C62 7・8・9・11・19・20）は水戸機関区を経て東北本線の仙台 - 青森間で旅客列車の輸送力を増強、C60形を東北本線から奥羽本線に転属させる検討が行われていた仙台機関区へ転属、同じ目的で小樽築港機関区から42も仙台に転属し、一旦は仙台機関区配置のC60形・C61形運用の一部を置き換える形で平 - 仙台間を中心に活躍を始めて急行「十和田」1往復や「おいらせ」も牽引したが、仙台機関区ではC62形配置後燃料や潤滑油消費の増大が車両管理側から指摘され、また当時の長町 - 盛岡間ではC62形を上回る自重のD62形が運用され、C62形とほぼ同じ軸重のC60形は青森まで運用されていたものの、自重の大きい機関車の入線が増えることによって保線側から軌道への悪影響が懸念されただけでなく、既にDD51形ディーゼル機関車の量産が始まっていたこともあり、仙台以北での本格的な運用実現には至らなかった。そのため、仙台機関区に配置されたC62形は一度転属させたC60形を戻すといったことも行われて1964年（昭和39年）に4両（C62 8・19・20・42）を廃車、残りの3両（C62 7・9・11）も1965年（昭和40年）度中に廃車となっている。
その後、1965年（昭和40年）の東北本線盛岡駅電化の際に急行「北斗」の格上げで新設された20系による寝台特急「ゆうづる」（5・6列車）は所要時分短縮のために平坦な常磐線経由で運転されることとなり、非電化のままの平 - 仙台間については平機関区配置のC62形がその牽引機に抜擢されることとなった。以後、C62形の全廃までの間にC62形が配置された各線区で寝台特急が新規設定される事例はなかったため、この「ゆうづる」はC62形が牽引する最後の定期特急列車となった。
なお、この「ゆうづる」のヘッドマークは黒岩保美がデザインしたもので、「夕日をバックに飛翔する鶴」を描いたこのマークは「ゆうづる」が最後の蒸気機関車牽引特急となることを念頭に置いて、C62形に装着した際に最も映えるように配慮してデザインしたと後年に黒岩本人が証言している。彼は、計画段階で列車重量と経由路線からこの新設寝台特急がC62形牽引となることを推定し、しめたと思ったと述懐している。
新設時の「ゆうづる」は当時最新かつ軽量構造の20系客車を用い、現車13両、換算41両、つまり総重量410 tと比較的軽量の編成となっており、新製時の性能査定に基づいたダイヤ編成では特に問題なく運用可能のはずだった。だが、運転開始時点でC62形は既に車齢16年以上が経過し、しかも平機関区へ配置されていた12両はいずれもコンディションが決して良好とは言い難かった。そのため、比較的平坦な常磐線とはいえ平から仙台までの150 kmを無停車のまま2時間15分（上り：表定速度約67 km/h）で走破する厳しいダイヤ設定の「ゆうづる」は定時運行維持が困難と予想され、運転開始前の1965年（昭和40年）9月に品川客車区配置の20系予備車を連ねた15両編成を用い、田端操車場と青森駅の間で本運用に準じたダイヤでの試運転が実施された。この試運転の結果、発熱量約6,500 kcal/hで、夕張・常磐・筑豊など各産地の異なるグレードの石炭を各機関区でブレンドした通常使用の石炭では火力不足から所定のダイヤでの運転が困難で、しかも仙台到達時点で石炭も水もほとんど使い果たすという非常に厳しい状況であることが判明した。このため営業運転の際には「ゆうづる」の運用（SL甲組 仕業番号1）に限って、北海道夕張産の高カロリーかつ排煙の少ない良質粉炭とピッチを混合・成形した「特級（急）豆炭」と呼ばれた発熱量8,000 kcal/hの甲種練炭限定搭載として機関車性能の底上げが行われ、また、ダイヤ上もあらかじめ設定されていた3パーセントの余裕時分を最大限に活用することで、かろうじて定時運行の維持が図られた。
こうして老朽化したC62形を用いて限界ぎりぎりの運用を実施した「ゆうづる」も、運転開始から2年後の1967年（昭和42年）10月1日には同区間の電化完成でED75形電気機関車の牽引に切り替えられた。電化工事そのものの完成は同年7月30日であり、客車急行や一部普通列車は、順次ED75形の牽引となり、特急「ゆうづる」も下り5列車が8月20日よりED75形の牽引に切り替えられ、上り6列車牽引のC62形は203列車で平から仙台へ回送するように変更された。だが、9月中旬に線内で起こった土砂崩れの影響で、電化に伴う新線切り替え区間が不通となったため、やむなく非電化の在来線に戻して列車運行を実施、この関係で「ゆうづる」は復旧作業中の約1週間にわたって全列車がC62形での牽引となった。その後、下り5列車はED75形牽引に戻ったが、ダイヤ改正前の9月30日まで上り6列車はC62形による牽引が維持された。
その後、平機関区に最後まで在籍したC62形12両は、状態が比較的良好な5両（C62 23・37・46 - 48）が呉線を担当する糸崎機関区へ転属、不調気味の6両（C62 10・22・24・38・39・45）が1967年（昭和42年）11月24日に除籍、解体となった。保存が検討されたC62形ラストナンバーのC62 49は一時保留とされ平機関区に保管されたが、結局引き取り手が見つからずに1968年（昭和43年）6月13日に除籍・解体処分に付されている。

### 函館本線

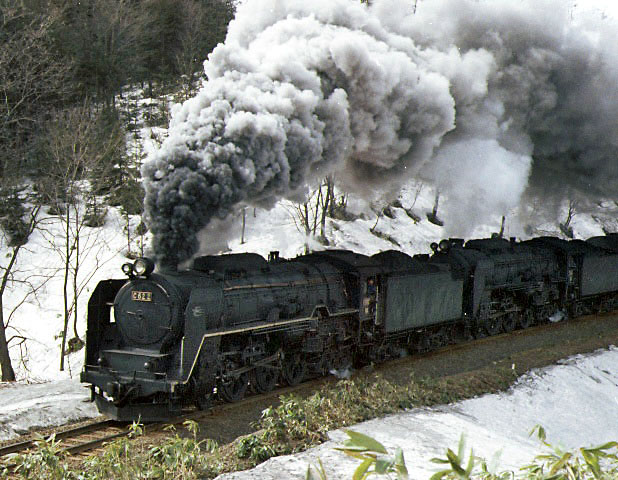
急行ニセコを牽引するC62形重連（1971年）

東海道・山陽本線の電化が進展しつつあった1950年代後半、北海道の函館本線で運行されていた対本州連絡急行は、特に急勾配と急曲線が連続する長万部 - 小樽間（通称：山線）でのD51形重連運用と、函館 - 長万部間（通称：海線）での高速運転により乗務・検修の双方に多大な負担を強いていた。前者の形式はストーカー非装備だったことから機関助士2人による人力投炭を強いられ、後者は振動と各回転部の異常磨耗で検修陣に負担がかかっていた。
そこでそれらの諸問題の解決策として、所要両数に余裕があり不調機から保留車が出始めたC62形を、軽軸重形に改造の上で転用投入する案が持ち上がり、まず1956年（昭和31年）9月15日にC62 3が梅小路から発送され、苗穂工場に入場、軸重軽減改造の上で試験運行が実施された。その結果は良好で、破格の大形機故に危惧されていた軌道負担増大の問題についても保線側で充分対応可能な範囲に収まったことから、翌1957年（昭和32年）の初頭に好調機は山陽本線を担当する各区へ配置し、その選に漏れた不調気味の保留車・余剰車から函館本線へ転用する方針が決定。こうして6両が選出され、D52形から流用されていた戦時設計ボイラーの新製交換と軸重軽減改造を施工した後、小樽築港機関区へ転属の手続きがとられた。
まず、1957年（昭和32年）2月に4両（C62 2・27・30・32）がC62 3とともに急行「大雪」の牽引（函館 - 小樽間）に充当された。続いて3月に梅小路からC62 44、10月に宮原からC62 42が加わり、計7両が「大雪」・「まりも」・「アカシヤ」などの急行列車牽引に使用された。
最も過酷な使用条件の山線区間の急行運用はD51形重連からC62形重連、または前部補機D51形と本務機C62形による重連に変更された。この運用では、除煙板に「つばめマーク」が取り付けられたC62 2が重連の先頭に立つことが多かった。これはファンサービスが目的ではなく、前補機は長万部駅でその日のうちに折り返して検修陣の待つ小樽築港機関区に帰着できるためである。つまり、翌日まで基本的に検修がノータッチとなり、しかも海線での高速走行を行う本務機と比較して運用による負担が軽いため、後述のとおり東海道時代から不調気味で乗務員から信頼の薄いC62 2を前補機として限定運用することは、後述する検修責任者へのインタビューでの回答にもあるように、検修側・運用側の両者にとって望ましかったとされる。一方でC62 32・44は好調機と評価され、優先的に本務機の運用に充当されたことが知られている。急行「大雪」のC62形牽引時代末期には、通常期に客車が減車されたため、多客期以外の同列車では基本的に単機牽引となっている。
乗務員経験者のインタビューでは「小樽のC62は1両1両特徴がありました、2号機は息づかいが弱いというか力がなかった、3号機は安心して乗れるカマでした」と答えており、また検修責任者も「2号機は蒸気騰がりが良くなくて、できるだけ函館までの往復仕業には投入しないようにしていた」また「2号機の廃車を何度も札幌鉄道管理局に要請したが聞き入れてはもらえなかった、人気のある車両だったからでしょうか」とも答えている。
また、函館本線の七飯 - 大沼間については、1966年（昭和41年）10月1日に下り線の上り勾配緩和のために建設された、通称：「藤城線」と呼ばれる下り線専用の新線が開通する前は、上下列車とも、渡島大野駅・仁山信号場を通る、仁山峠越えの従来線経由で運転されていたが、下りの旅客列車のうち、優等列車をはじめとする編成の長い旅客列車については、本務機はC62形、後部補機はD52、またはD51形という形で運転されていた。ただし、C62形牽引時代末期の急行「大雪」については、通常期には前述のとおり減車されていたため、下り列車の仁山越えの区間でも補機の連結なしのC62形による単機牽引だった。
しかし、1961年（昭和36年）10月1日ダイヤ改正（サンロクトオ）で急行「アカシヤ」が廃止されると、以後は客車急行の気動車化が進んでいく。さらに同ダイヤ改正で北海道初の特急「おおぞら」が新設されたことを契機に、函館 - 札幌間のメインルートが函館本線（小樽駅）経由から室蘭本線・千歳線経由に移行していく。この時期には、間合い運用として函館 - 札幌間の夜行準急・急行「たるまえ」→夜行急行「すずらん」（いずれも室蘭本線・千歳線経由）の函館 - 長万部間や、函館 - 網走間（函館本線・石北本線経由）の夜行準急・急行「石北」の小樽 - 旭川間の牽引も担当するとともに、優等列車ばかりでなく、函館本線の普通列車の一部も牽引した。
1962年（昭和37年）10月1日ダイヤ改正では急行「大雪」が全区間C62形単機での牽引に変更され、1963年（昭和38年）4月28日付でC62 42が仙台機関区に転出する。同年6月1日には急行「大雪」が気動車急行「ライラック」（キハ56系気動車）に変更され、C62形の急行列車牽引は「まりも」の函館 - 小樽間と「たるまえ」の函館 - 長万部間のみとなり、山線での重連運転は急行「まりも」1往復のみに減少した。1965年（昭和40年）10月1日ダイヤ改正では急行「まりも」が札幌駅を境に急行「ていね」（函館 - 小樽 - 札幌間）と「まりも」（札幌 - 釧路間）に系統分離された。
1967年（昭和42年）10月1日ダイヤ改正での運用減に伴い、1968年（昭和43年）2月20日付でC62 27が除籍・解体された。さらに1968年（昭和43年）8月28日には小樽 - 滝川間が電化され、C62形の運用は再び小樽以南に縮小された。同年10月1日ダイヤ改正（ヨンサントオ）では急行「ていね」が「ニセコ」に改称。この下り「ニセコ3号」、上り「ニセコ1号」の1往復（函館 - 小樽間）がC62形で最後の急行列車牽引となった。同年10月18日付でC62 30が廃車となり、小樽築港機関区のC62形は4両（C62 2・3・32・44）に減少した。
1970年（昭和45年）には、好調故に本務機に多用されて走行キロ数が伸びていたC62 32・44がDD51形ディーゼル機関車への置き換え計画実施まで1年を残して全検周期に到達、検査を実施するよりも期限未到達の余剰車を軽軸重形へ改造および耐寒設備工事施工の上で転用する方が大幅に安価であった。このため、当該2両はいずれも1971年（昭和46年）6月26日付で廃車となり、代替機として呉線電化で余剰となり、検査期限まで1年以上期間が残っていた2両（C62 15・16）が糸崎機関区から転属した。なお、両機の軸重軽減改造時には交換が必要な従台車はC62 32・44からの廃車発生品を流用し、さらにC62 16のテンダーについてはC62 32のものと交換した。
そして1971年（昭和46年）、最後まで重連運転として残った急行「ニセコ」1往復（下り3号、上り1号）が7月18日・8月22日・9月15日の3回に分けて実施された三重連運転を最後にDD51形ディーゼル機関車に置き換えられ、ついに終焉を迎えた。最終日となった9月15日の牽引機は先頭からC62 2・3・16であった。これに伴い、国鉄から蒸気機関車牽引の定期急行列車が消滅した。
急行「ニセコ」運用から退いた後、C62 15・16が同年11月24日付で廃車・解体された。C62 2は長万部 - 小樽間の普通列車運用に充当された後、翌1972年（昭和47年）10月10日付で梅小路機関区に転属し、同機関区に併設された梅小路蒸気機関車館にて動態保存されることとなった。C62 3は一時休車を経て、1973年（昭和48年）2月から函館本線の長万部 - 小樽間の臨時普通列車を牽引したが、長万部 - 小樽間の完全無煙化により同年10月1日付で第一種休車となり、1976年（昭和51年）3月19日付で正式に除籍された。C62 3は、小樽市の北海道鉄道記念館にて静態保存された。

### その他
以上のようにC62形は優等列車を中心に第一線で華々しく運用されたが、お召し列車を牽引したことは一度もないまま終わっている。特に東海道本線・山陽本線系統では、現場の信頼も極めて高かったC59形がその任務にあたった。そのため、お召し列車牽引機としての特別整備を実施された実績は存在しない。ただし、特急「つばめ」がお召し列車の先導列車となった際に、その牽引機がお召し列車牽引機に準じた特別整備を施されたケース（C62 25・30）は存在している。
乗務員の間では、太いボイラーが運転台一杯に迫っていることに伴う狭さや、夏季の温度上昇など、運転台内部に余裕のあったC53形やC59形と比較すると、作業環境としては必ずしも良いとはいえない評価がなされている一方、C62形で採用された2軸従台車による高速安定性と振動の少なさ、自動給炭機による焚火労力の低減、D52形譲りの大形ボイラーと燃焼室がもたらした圧倒的な高出力による運転上の余裕など労働環境は好評価されている。
鷹取工場職員（当時）の今村潔によると、重心が高くなって安定が悪いのではと心配する意見もあったが、試運転をしてみると不安を一蹴する好成績だった、という。

## 保存機
現存5両のうち3両が2016年4月に開館した京都鉄道博物館に所在する。うち、同館のC62 2は動態保存で車籍も有するが、法定検査を受けていないため、本線での運転は不可能である。

### C62 1

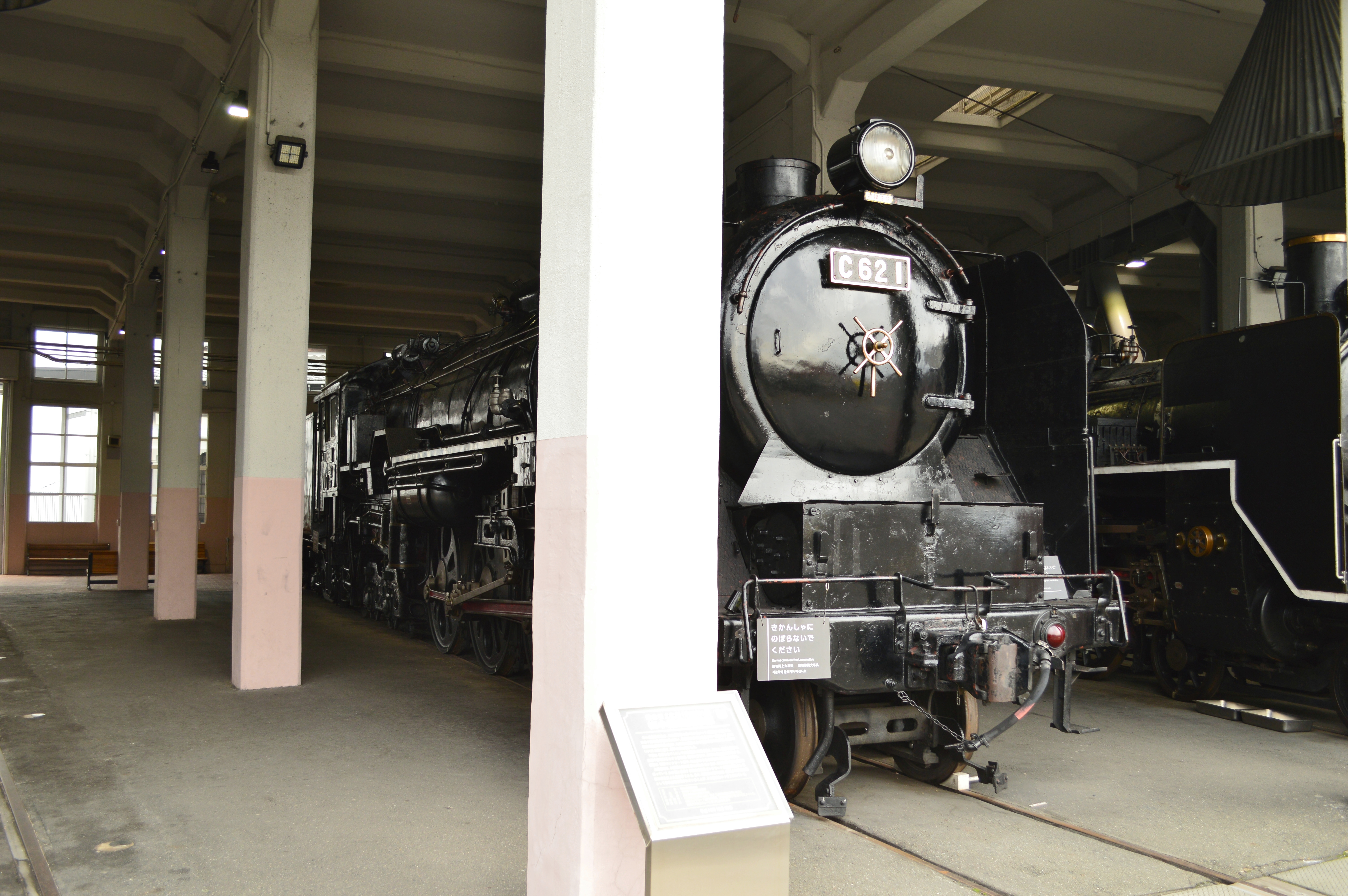
C62 1

1948年（昭和23年）1月17日に日立製作所笠戸工場で落成。1月23日付で広島第二機関区に新製配置された後、1950年（昭和25年）8月23日に宮原機関区に転属し、東海道本線で特急「つばめ」・「はと」などを牽引した。1957年（昭和32年）7月10日に再び広島第二機関区に転属されると、特急「かもめ」や寝台特急「あさかぜ」・「さくら」などを中心に牽引し下関電化後も岩徳線直通など山陽本線列車の一部に充当されたが、1966年（昭和41年）9月30日に急行「音戸」を牽引して広島 - 下関間を往復したのが最後の運用となり、同年10月1日付で第一種休車となった。1967年（昭和42年）4月1日に広島機関区へ移り、同年6月1日に第二種休車を経て、同年7月14日付で除籍となった（中国支達1460号）。
除籍後は解体が予定されたが国鉄本社からその処分を保留する指示が出され、保存を見越して広島機関区、次いで小郡機関区において長らく保管され続け、1976年（昭和51年）3月に広島鉄道学園（国鉄職員の研修施設）敷地内で静態保存されるとともに、同年3月31日付で準鉄道記念物に指定された。しかし、国鉄改革の際に同学園が閉鎖され、しばらく同敷地内に放置されていたが、1994年（平成6年）に梅小路蒸気機関車館に移されており、標準では引掛け式となる標識灯を端梁に埋め込むなど、山陽本線で運用されていたC62形独特の改造を施された姿を今に伝えている。
2013年（平成25年）7月20日にはイベント「銀河鉄道999とC62形蒸気機関車」にて、漫画「銀河鉄道999」の999号と同形式であるC62 1のデフレクタに「999」のエンブレムとヘッドマークを取り付け、同年9月1日まで蒸気機関車館扇形車庫11番線に展示された。梅小路蒸気機関車館を拡張・改称した京都鉄道博物館で引き続き保存展示されている。
2023年（令和5年）12月9日から2024年（令和6年）2月4日までイベント銀河鉄道999展にて漫画版銀河鉄道999の装飾の再現がされた。上記の記述と同じくエンブレムとヘッドマークに999の文字が取り付けられた。

### C62 2
1948年（昭和23年）5月20日に日立製作所笠戸工場で落成。C62 3・4とともに自動給炭機の試用機として製造され、6月14日付で糸崎機関区に新製配置された。1950年（昭和25年）8月12日に宮原機関区へ転属。翌1951年（昭和26年）に鷹取工場へ入場した際に、当時行われていた模範整備運動と宮原機関区からの要望で、除煙板にステンレス製の「つばめマーク」が取り付けられたことから、「スワローエンゼル」の愛称で親しまれる。また運転席キャブ及びデフレクタの誘導員用手すりにステンレス鋼が使用されている。宮原所属時代にはランボードにステンレス鋼の飾り帯が使用されているときもあったが、後の北海道転属に際して撤去された。
東海道本線の全線電化によって余剰となり、1956年（昭和31年）11月25日から1957年（昭和32年）1月8日まで保留車として吹田機関区へ留置された後、1月21日に北海道へ渡る。苗穂工場で軽軸重形への改造工事が施工されて1957年（昭和32年）2月7日付で小樽築港機関区へ転属。函館 - 小樽間の急行列車牽引などに充当され、重連運転では専ら前部補助機関車の運用に優先的に使用された。1970年（昭和45年）7月28日から8月6日にかけ苗穂工場で行われた全般検査に際し、当時はこれがC62形最後の全般検査になるとされていたこと、また過去の特急牽引時代を模す意味でも記念としてランボードの白線塗装が行われた。白線は当初工場出場後に消去する予定だったがそのまま小樽築港機関区へ回送、引渡しを行い、梅小路蒸気機関車館収蔵後もランボードの白線は残されている。
1972年（昭和47年）10月10日に、鉄道100年を記念して設立された梅小路蒸気機関車館に動態保存され、それ以降国鉄→西日本旅客鉄道（JR西日本）梅小路運転区に車籍を有している。蒸気機関車館の開館当初、1972年（昭和47年）10月14日・10月22日・11月5日・11月19日、1973年（昭和48年）3月11日・4月22日には京都 - 姫路間で臨時列車「SL白鷺号」を牽引している。しかし同機は、蒸気機関車館保存後の1974年（昭和49年）8月から9月にかけ国鉄長野工場で全般検査が実施された後、「SL白鷺号」などの本線自力走行や、本線走行に必要な検査は今日に至るまで一度も実施されていない。このため法令上、構内展示走行のみ可能な状態である。梅小路蒸気機関車館においては他の動態保存機とともに「SLスチーム号」としての保存運転に使用されていた。現役時代には、宮原時代と小樽築港時代の二度にわたり重油併燃装置が搭載されたが、動態保存への移行にあたって撤去された。
なお、梅小路蒸気機関車館建設時の保存車両選定では、同一形式が複数残存した場合は原則的には最若番機あるいは最終号機を最有力候補としていた。C62形はC62 1が存在したため当初は候補に挙げられていたが、C62 2の人気には逆らえずに変更となった模様である。
1997年（平成9年）9月11日午前10時、京都駅の新駅ビル落成式典にあたって、駅構内においてグランドオープンを告げる汽笛を鳴り響かせた。式典後梅小路へはEF65形の牽引により回送されたが、その際1番線ホーム（現・0番線ホーム）で20分ほど機回しを行い、新駅ビルの中央改札口の正面で、蒸気と煙を上げるC62形が展示されるという演出がなされた。
C62 2は東日本旅客鉄道（JR東日本）への管外貸出が2回ある。1度目は鉄道の日制定および大宮工場開設100周年記念として、1994年（平成6年）10月9日に行われた大宮工場の公開イベント「新旧つばめの出会うとき」で、JR東日本が保有するEF55 1およびEF58 93、九州旅客鉄道（JR九州）から借り入れた787系電車とともに展示された。2度目は1999年（平成11年）8月1日から9月12日に行われたアニメの企画「ドリームトレイン1999」のイベントで、品川駅にて展示された。しかしながら、この回送途中に軸焼けしていることが判明したため、それ以降長距離の移動を伴う貸し出しは行われなくなった。2010年（平成22年）ごろには過熱管の水漏れの発生により休車していたが、梅小路蒸気機関車館開館40周年記念事業の一環として修理され、その記念日の2012年（平成24年）10月10日に正式に構内運転復帰となった。
2013年（平成25年）7月20日にはイベント「銀河鉄道999とC62形蒸気機関車」にて、漫画「銀河鉄道999」の999号と同形式であるC62 2に「999」のヘッドマークを取り付け、「SLスチーム号」として構内を走行した。
2016年（平成28年）4月29日以降は京都鉄道博物館で引き続き「SLスチーム号」の保存運転をおこなっているが、2017年（平成29年）10月より1年検査に入った際ボイラの水漏れや腐食した灰箱など老朽化が進行していたためにボイラの大改修工事に着手、サッパボイラに入場して大・小煙管の交換などの作業が行われ、2018年（平成30年）11月1日より構内運転に復帰している。
2023年（令和5年）12月9日から2024年1月8日まで京都鉄道博物館でのイベント、銀河鉄道999展でSLスチーム号にて999号のヘッドマークを付けて走行した。12月16日・17日にて、劇場版銀河鉄道999の装飾を再現した撮影会が行われた。
2024年（令和6年）1月8日、営業運転後の給炭作業場にて、機関士による逆転ハンドルの操作ミスにより車止めの方向へ誤後進して突破、炭水車の最後輪が脱輪する事故を起こした。

### C62 3
廃車後、小樽築港機関区で保管の後に1977年から北海道鉄道記念館（現・小樽市総合博物館）で静態保存されていたが、国鉄分割民営化直前に小樽築港機関区で復元された。現在は北海道旅客鉄道苗穂工場内の北海道鉄道技術館で静態保存されている。

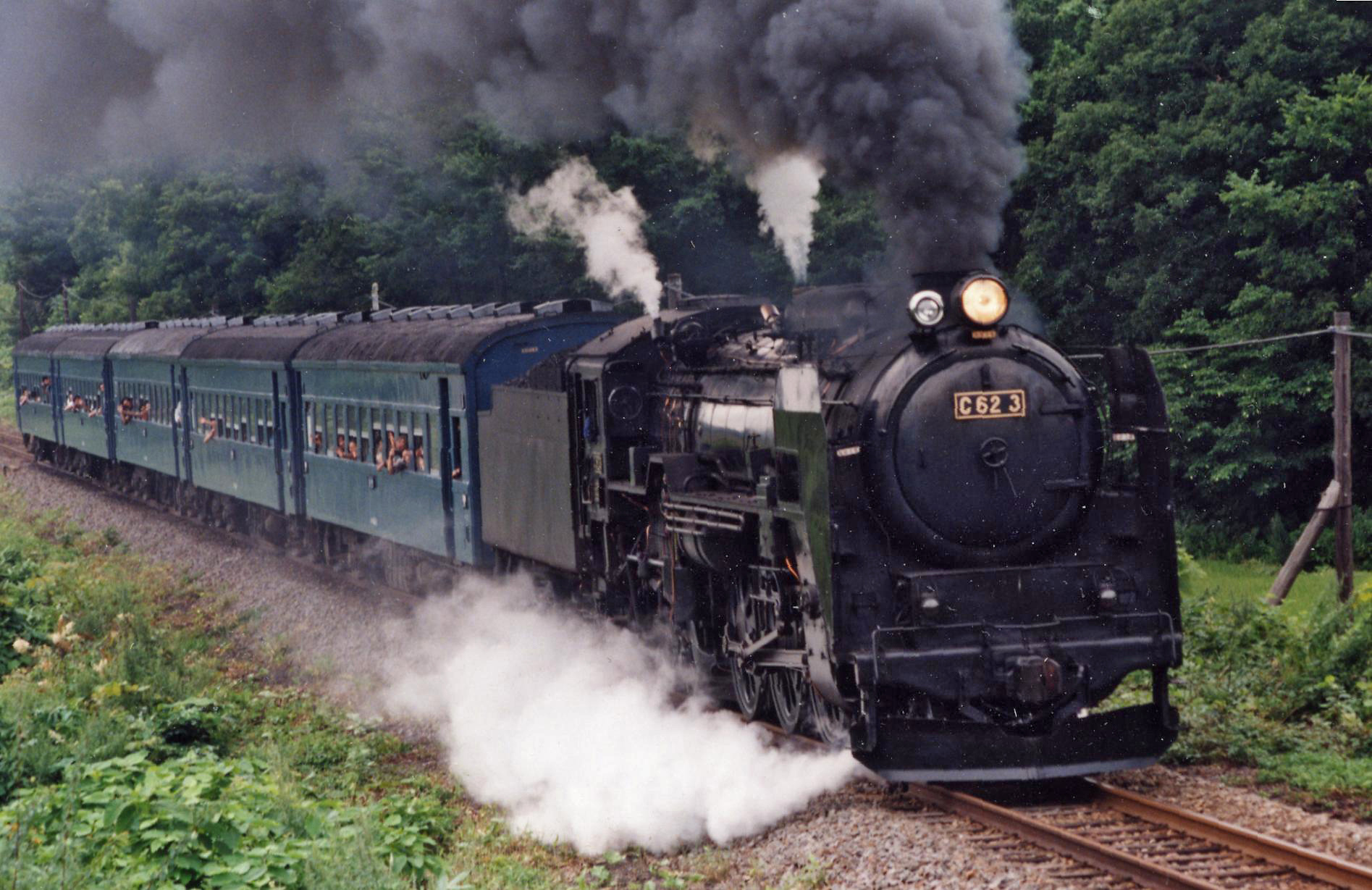
C62ニセコ号（1994年）

### C62 17
1954年（昭和29年）12月15日に木曽川橋梁の強度試験で時速129 kmを記録し、現在でも日本の蒸気機関車最高速度記録を保持している。名古屋市千種区・東山動植物園に1971年（昭和49年）から保存されていたが、2011年（平成22年）3月、名古屋市港区に開館したリニア・鉄道館に移設された。

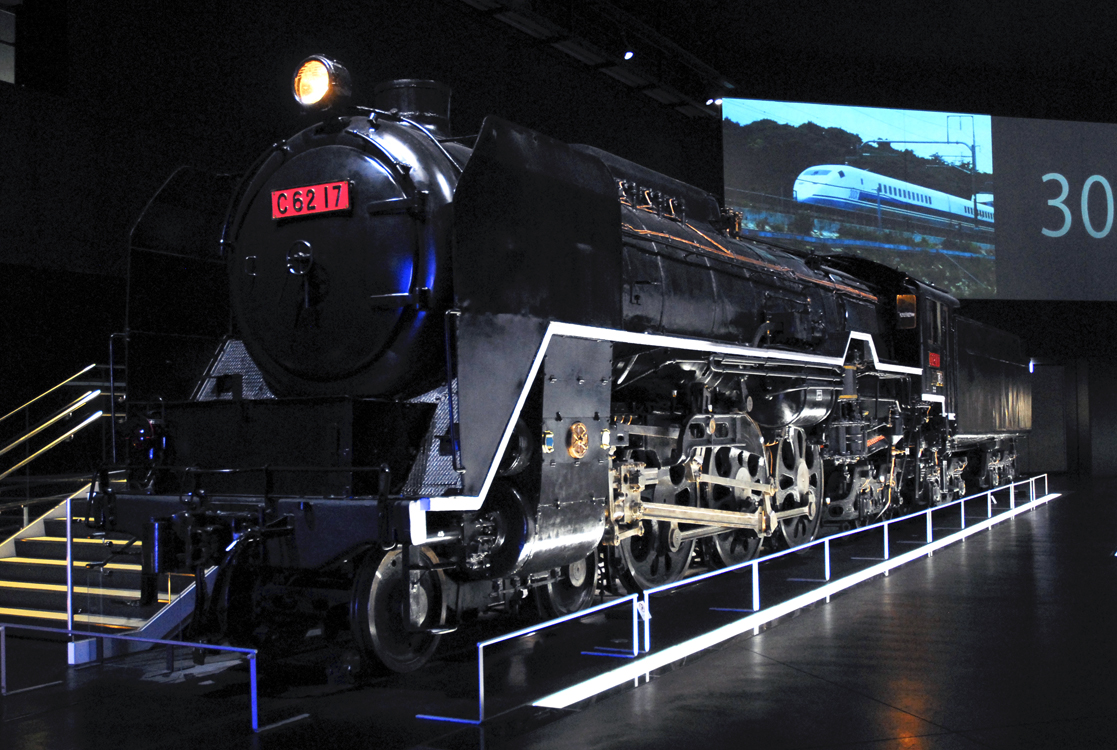
C62 17（リニア・鉄道館 2013）

### C62 26

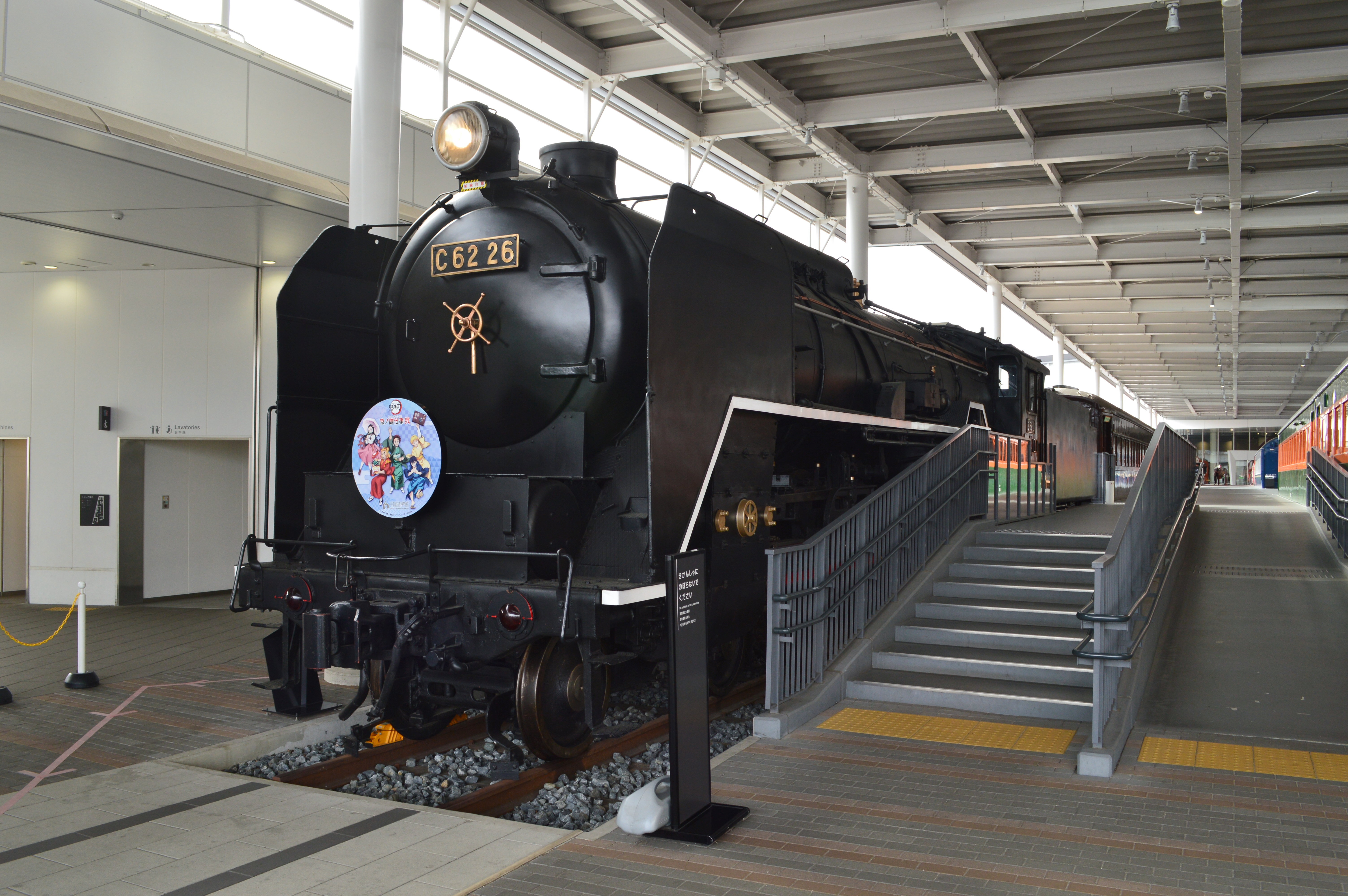
C62 26

大阪市港区の交通科学博物館に1966年（昭和41年）から2014年（平成25年）4月の閉館まで静態保存されていた。その後、2016年（平成27年）に開館した京都鉄道博物館に移設された。
2023年（令和5年）12月9日から2024年（令和6年）2月4日まで開催されたイベントの、「銀河鉄道999展」にてアニメ版銀河鉄道999の装飾がされていた。

### その他

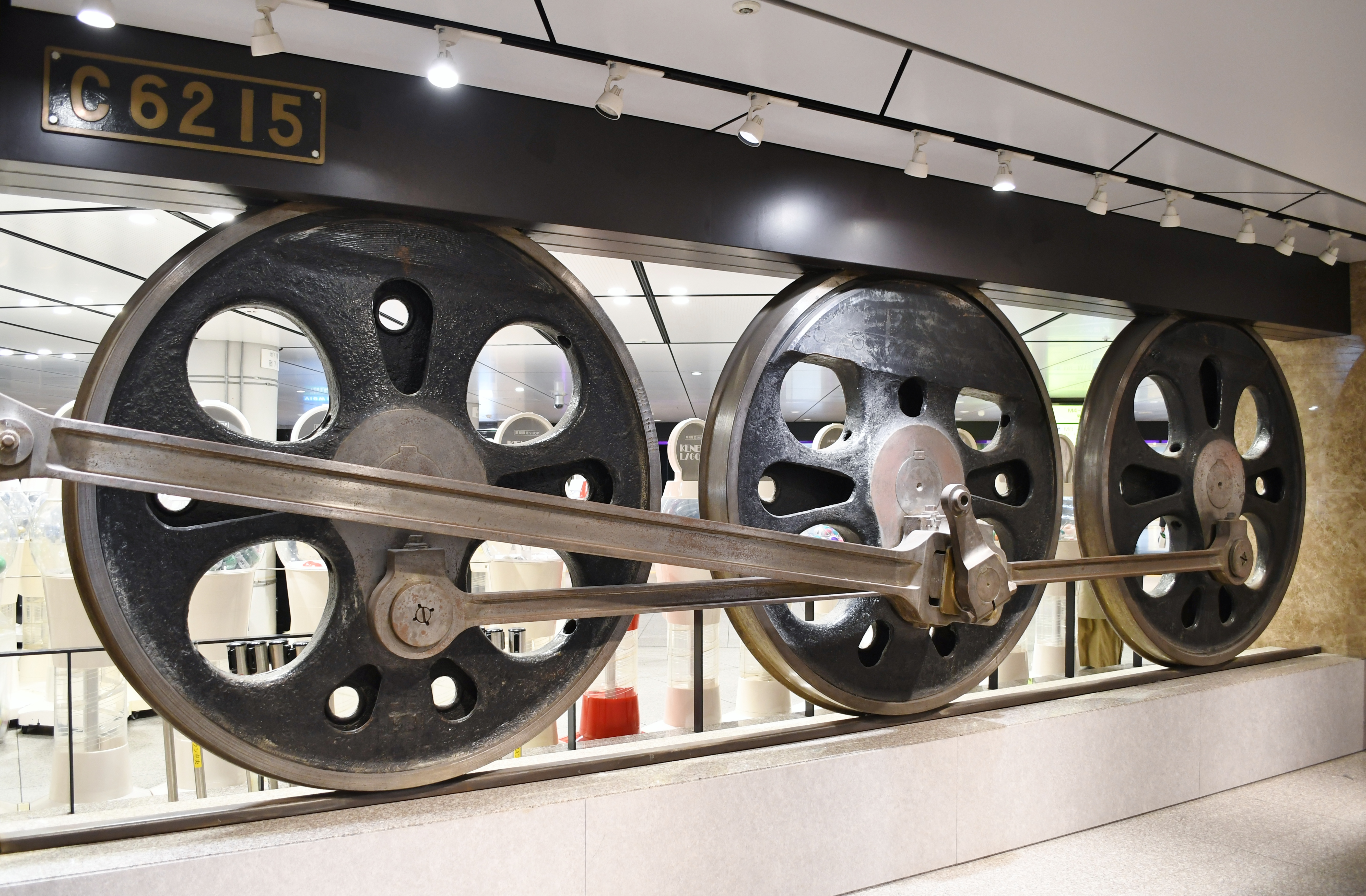
東京駅に保存されているC62 15の動輪

これらのほかに、東京駅丸の内側地下コンコース「動輪の広場」にはC62 15の動輪3組とメインロッド、それにサイドロッドが組み付けられた状態で保存展示されている。
以上のとおり、特徴的な形状で知られた汽車製造製グループの13両は1両も現存しない。この汽車製造製グループのラストナンバーかつC62形のラストナンバーのC62 49は、常磐線でのさよなら運転後も保存を考慮してしばらく平機関区に保管されていたが、結局保存先が決まらず、時期的にもいわゆるSLブームが社会現象となる直前の時期だったこともあり、そのまま1968年6月13日に関東支達42号により廃車・解体処分に付されてしまった。このC62 49を含めて汽車製造製グループは新造時より軽軸重仕様で竣工したものが多く、東海道・山陽本線系統ではなく東北・常磐線系統に配置されて比較的地味な運用に就いていたため、モニュメント性に欠けていた。
京都鉄道博物館にて保存されているC59 164の第一動輪はC62 49の物に振り替えられている。

## 特徴ある車輌

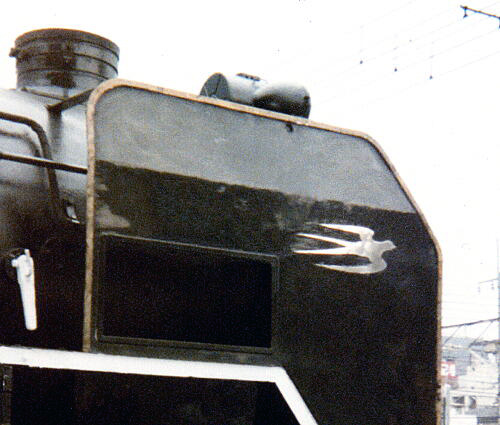
C62 2のつばめマーク（1994年の大宮工場のイベントにて撮影）

C62 1
製造当初はテンダーの形状がC59形と同じだった（量産に合わせて後に現在の形状に変更）。
C62 2
除煙板（デフレクター）に『つばめマーク』付き。『スワローエンゼル』という愛称で呼ばれていた。ただし、宮原機関区時代の同機は調子がよいとはいえず、実際は「つばめ」を牽く機会は比較的少なかった。キャブの裾が他機と比べて約10 cmほど短い。これは当初満鉄型ストーカーをテンダー側に装備していた影響によるものである。
現在も走行可能な状態で保存されている実車としても著名である。
C62 5
広島第二機関区所属時代、前照灯が銀色・砲弾型のシールドビーム1灯に交換されていた。1965年（昭和40年）の糸崎機関区転出後、従来型の前照灯に戻された。
C62 7
ボイラ側面にある砂撒き管が片側1本ずつ外部に露出している変形機。
C62 8・9・10・37
1957年（昭和32年）に大宮工場（現・大宮総合車両センター）で列車番号表示板が試験的に取り付けられた。本採用にはならなかったが表示板受けは後年まで残った。また、C62 9は仙台機関区所属時代に前照灯をシールドビーム2灯としており、同時期に東北本線で活躍していたD62形にも通じる特異な外見となっていた。
C62 12
除煙板に『つばめマーク』が付けられたという伝説がある車両。ただし、映像などは見つかっておらず文字どおり幻のマーク。外部リンクを参照のこと。
C62 17
1954年12月に東海道本線木曽川橋梁にて129 km/hの狭軌蒸気機関車最高速度を達成。
C62 18
C62 2と同じく、除煙板に『つばめマーク』を付けていた。C62 18のツバメはC62 2のツバメに比べて頭部を下げた位置で取り付けられており、『下がりツバメ』と称してC62 2と区別された。梅小路蒸気機関区に転出の際にこのマークは外され、以後は一般的なスタイルに戻った。
C62 23
平機関区に所属していたころに回転式火の粉止めの装備が検討され、煙突が短縮された。また本機は1965年（昭和40年）から1967年（昭和42年）にかけて平機関区に所属していたC62形12両の中では一番調子が良く、特急「ゆうづる」牽引に最も多く充てられた。1967年（昭和42年）9月30日に運転されたC62形による最後の定期特急列車、上り「ゆうづる」（6レ）の牽引も担当した。
C62 25
お召し列車先導列車用特別整備車（1956年（昭和26年）11月2日下り「つばめ」牽引運転・お召し本務機C59 108号）。東海道本線のお召し列車としては最後の蒸気機関車牽引となった。
C62 26
名古屋機関区当時に浜松工場で運転台通風装置を試験的に取り付け。ボイラが運転台直近に迫るため室内が暑いことから環境改善を狙って機関士席足下に通気口を取り付けた。しかし外気とともにシンダも一緒に吸い込むことからあまり役に立たなかった。
C62 27
1967年（昭和42年）頃、第1先輪がスポーク車輪に振り替えられていた（C59形のものかどうかは不明）。北海道に渡ったC62形の中では一番早く廃車された。
C62 29
特別整備機関車（ステンレス装飾など）・『宮原のエース』の愛称で知られ、宮原機関区所属時はC62 35とともに「最も調子の良いC62」と評価されていた。
C62 30
お召し列車先導列車用特別整備車（1953年（昭和28年）2月28日上り「はと」牽引運転・お召し本務機C59 185号）。
C62 35
先輪にC59形のものと思われる水かき付きスポーク車輪を装備していた。C62 48と違い第1・第2先輪の両方がスポーク車輪となっていた。宮原機関区所属時はC62 29とともに同区所属機で「最も調子の良いC62」と評価されている。
C62 38
増炭覆いをテンダー側板と一体化した変形機。
C62 40
C59形で実験的取り付けられた消煙装置が取り付けられた。
C62 42
1953年（昭和28年）2月に試作集煙装置取り付け、1956（昭和31年）年11月北海道の小樽築港機関区へ転出の際に撤去。
C62 48
第2先輪にC59形の廃車発生品と思われる水かき付きスポーク車輪を装備していた。同機もC62 23と同様、特急「ゆうづる」牽引の機会が多かった。また、平機関区のC62形の中でもC62 23と並んで最好調機と言われた。
松本零士作『銀河鉄道999』に登場する「999号」の牽引車のプレートナンバーの当該が同機であるが、残念ながら実車は用途廃止後に解体されている。ただし、プレートナンバーは現存し、松本が所有していた。

## C62形蒸気機関車が登場する作品

### 映画
- 1954年（昭和29年）制作の記録映画「つばめを動かす人たち」には、C62 18が牽引する下り「つばめ」の走行風景やヘッドマークを掲げて宮原機関区に佇むC62 2の姿が収められている。
- 1960年（昭和35年）制作の東映映画『大いなる驀進』。特急「さくら」を舞台に、国鉄の全面協力で撮影された作品で、非電化区間のあった山陽本線の場面に登場。実際に山陽本線で運用されていたC62 1・35のほか、尾久機関区所属のC62 19や平機関区所属のC62 47も映っている[38]。
- 1963年（昭和38年）制作の土本典昭監督の映画「ある機関助士」。実際に運行している常磐線のC62形の機関室で機関士と機関助士の働く光景を映した記録映画。数々の賞を受賞した。作中にはC62 22・38が登場。
- 1970年（昭和45年）制作の松竹映画「男はつらいよ 望郷篇」にて小樽築港機関区が登場するシーンがあり、転車台に乗ったC62 2が映っている。なお、他に同機関区所属のD51 27も登場する。
- 1971年（昭和46年）製作のドキュメンタリー映画「雪の行路 急行『ニセコ』C62重連」。鉄道ジャーナル社製作作品。撮影は杉山昭親。監督・脚本は竹島紀元。ナレーターは細井重之。1970年の晩秋から1971年の厳冬期にかけて撮影した、C62重連の急行「ニセコ」の小樽 - 長万部間の道のりでの激闘の短編ドキュメンタリー映画。現在、鉄道ジャーナル社からDVDが発売されている。

### テレビ番組
- NHKテレビの特集番組「土曜スペシャル 『蒸気機関車C-62』」[注 28]
1971年（昭和46年）8月7日放送。C62 2（前部補機）とC62 3（本務機）のゴールデンコンビの重連による上り急行「ニセコ1号」（104レ）牽引の模様を、小樽築港機関区出区から終着・函館駅到着（長万部 - 函館間はC62 3の単機牽引）まで追跡撮影したドキュメンタリー番組。ナレーターは小沢昭一。後に「NHKアーカイブス」枠で、デジタル補正版が放送されたほか、2015年（平成26年）1月現在、NHKオンデマンドで視聴可能[39]。

### 現役の実車ではない形で登場する作品
- 松本零士作の漫画「銀河鉄道999」に、主役の銀河鉄道超特急999号の牽引機としてC62形が登場する。原作の漫画および映画版2作では実車が存在したC62 48であった（松本零士が同機のプレートを保有していた）。テレビアニメ版では実物への敬意を表しつつ、史実のラストナンバーであるC62 49からの続番として、架空のC62 50になっている。アニメーションを制作するに当たって関係者が梅小路に保存されているC62 2を取材し、動輪の動き方や蒸気の噴出の様子などを調査していったと言う。
- 「黄金勇者ゴルドラン」にはC62形から変形するアドベンジャーと呼ばれる勇者ロボットが登場する。ただし、ナンバープレートの表記はC-62である。
- アニメ「勇者王ガオガイガー」の第3話「聖なる左腕」に、敵役のロボットに変形する機械素体としてC62 2が登場。3重連状態で登場しているが、3両ともC62-2というナンバープレートが付いている。
- アニメ「勇者指令ダグオン」には、第19話からC62形蒸気機関車を模したダグビークル・ドリルライナーが登場する。
- 徳田ザウルス作の漫画、「ダッシュ!四駆郎」3巻に登場する。機関区跡地に放置されているが、元機関士の老人（町の子供たちからは「ゴキブリじじい」と呼ばれている）によって手入れされている。子供たちを乗せて走行するシーンもある。また12巻では、ゴキブリじじいに払い下げられ、スクラップ屋に保存されている。プレートの表記は「C62 04」である。
- 手塚治虫作の手塚プロダクションライオンブックスシリーズ第4弾オリジナルアニメ「山太郎かえる」に、ヒグマである主人公「山太郎」の親友として「しい六」と呼ばれたC62形が登場する。山太郎を自由にするために、共に「王者」という身分から親身になって山太郎の相談に乗り、町で行われる祭りの日に山太郎を乗せて山へ送り届ける。時が流れ、解体寸前のところで成長した山太郎をおびき寄せるために整備され、自身がもう一度走れる喜びと、山太郎を殺すための道具にされる悲しみ、2つの感情に悩まされることになる。
- 映画『ALWAYS 三丁目の夕日』の冒頭では、堀北真希演じる少女・星野六子がC62 22牽引の旅客列車（集団就職列車）に乗り、青森からの集団就職で上京する場面に登場。鉄道模型（アスターホビー製のライブスチーム）を撮影した物をCG処理によって画像に取り込んでいる。なお、上野駅に到着したシーンでは、梅小路蒸気機関車館に動態保存されているC62 2をC62 22に擬装した上で同館に上野駅ホームを再現し撮影したものを映像素材として使用している。旧型客車と静態保存されているC62 1も使用された。
- Emuの18歳以上向けPCゲーム『Railway 〜ここにある夢〜』で、主人公の祖父の遺産として登場する。ナンバープレートが外されているため、車体番号は不明（作中の会話からC62 32の可能性が高い）。当初は不稼働状態で廃駅を改装した喫茶店「RailWay」の納屋に収められていたが、劇中終盤で主人公の祖母および国鉄職員だった祖父の友人の手によって稼動状態に復活し、主人公の手で運転される。
- PlayStation 2用ソフト『A列車で行こう6』の隠し車両として登場、総プレイ時間62時間を越えると客車を繋いだ状態で出現する。
- チュンソフトより発売されたPlayStation 2用ソフト『3年B組金八先生 伝説の教壇に立て!』で、生徒の一人、黒部哲郎のストーリーで登場する。
- 花輪和一の漫画「コロポックル」で、主人公の童女がコロポックルに依頼され「C62ニセコ号」に搭乗、小樽 - 倶知安間を往復するシーンを通じて、線形、機関車の構造などが詳細に描かれている。

## 本機に由来する名称を持つ事物
- ゲームソフトメーカー、ハドソンの社名は、C62形の軸配置（ハドソン）に由来し、1988年（昭和63年）の「C62ニセコ号」運転開始にあたって同社は大口のスポンサーとして名を連ねていた。また、同社が開発したNECホームエレクトロニクス社製家庭用ゲーム機（PCエンジン・PC-FX）向けチップセットには、「HuC62xx」（xxは2桁の数字）という型番が与えられていた。
- ニンテンドーDS用ソフト『ゼルダの伝説 大地の汽笛』の登場人物、機関士シロクニの名前の由来となっている。